# Marco Cláudio Marcelo (cônsul em 222 a.C.)
Marco Cláudio Marcelo (m. 208 a.C.; em latim: Marcus Claudius Marcellus) foi um político da gente Cláudia da República Romana eleito cônsul por cinco vezes, em 222, 215, 214, 210 e 208 a.C. com Cneu Cornélio Cipião Calvo, Tibério Semprônio Graco (suf.), Fábio Máximo, Marco Valério Levino e Tito Quíncio Peno Capitolino Crispino respectivamente. Além disso foi procônsul outras cinco vezes, vencedor dos gauleses ínsubres, recebendo o mais prestigioso prêmio que podia ser dado a um general, a spolia opima, por vencer em combate singular o seu líder, Viridomaro na Batalha de Clastídio. Foi um dos grandes heróis da Segunda Guerra Púnica, não apenas por conduzir a recuperação de Roma depois da desastrosa derrota na Batalha de Canas mas principalmente por ter conquistado Siracusa, garantindo aos romanos o controle total da Sicília, uma dura batalha que tirou a vida de Arquimedes. Pereceu durante um encontro com uma unidade de cavalaria cartaginesa perto de Venosa e recebeu o apelido de "Espada de Roma".
Era neto de Marco Cláudio Marcelo, cônsul em 287 a.C., e pai de Marco Cláudio Marcelo.

## Primeiros anos
Pouco se sabe sobre os primeiros anos de Marcelo, pois a maior parte da informação biográfica que temos sobre ele refere-se às suas campanhas militares. O mais completo relato da vida dele foi escrito por Plutarco, um biógrafo grego que viveu nos primeiros anos do período imperial. Sua biografia, parte da obra Vidas Paralelas, se concentra nas campanhas militares e na vida política de Marcelo, praticamente pulando todos os eventos ocorridos antes de 225 a.C., apesar de Plutarco fornecer alguns poucos indícios sobre a juventude de Marcelo. A data exata de seu nascimento é desconhecida, mas os estudiosos estão certos de que ele nasceu antes de 268 a.C., pois ele tinha que ter mais de 42 anos quando foi eleito cônsul pela primeira vez em 222 a.C. e ainda conseguiu ser eleito para um quinto (e último) consulado em 208 a.C., quando já tinha mais de sessenta anos, idade considerada avançada para os padrões romanos. Diz-se que Marcelo teria sido o primeiro de sua família a adotar o cognome de "Marcelo", mas há registros genealógicos que traçam o cognome até o longínquo ano de 331 a.C.. De acordo com Plutarco, Marcelo era um habilidoso guerreiro já na juventude e foi educado para servir no exército romano, o que pode indicar lacunas em sua educação de maneira geral. Em sua juventude, Marcelo rapidamente se destacou por ser um ambicioso guerreiro, conhecido por sua habilidade no combate corpo-a-corpo e é lembrado por ter salvo a vida de seu irmão, Otacílio, quando os dois foram cercados por soldados inimigos na Itália.
Já alistado no exército, Marcelo foi elogiado por seus superiores por sua habilidade e valor e, como resultado de seu excelente serviço, foi eleito, em 226 a.C., para a posição de edil curul. Era posição bastante prestigiosa para alguém como Marcelo e sua função era supervisionar os edifícios e festivais públicos e manter a ordem. Era geralmente a primeira posição do cursus honorum para os que almejavam uma carreira política na magistratura romana, Por volta da mesma época, Marcelo também recebeu a função de áugure, que Plutarco descreve como sendo um "intérprete de augúrios. Ao chegar aos quarenta anos, Marcelo já era um aclamado soldado e um funcionário público.

## Primeiro consulado (222 a.C.)

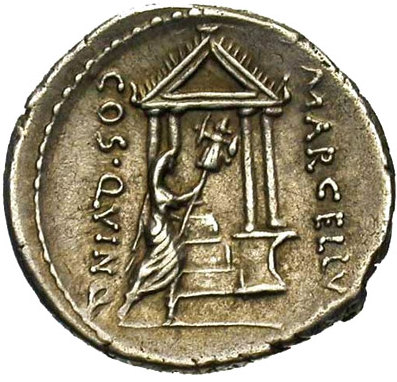
Marcelo depositando a sua spolia opima no Templo de Júpiter Ferétrio.
Reverso de um denário da época de Nerva.

Logo depois do final da Primeira Guerra Púnica, na qual Marcelo lutou como soldado, os gauleses do norte da Itália declararam guerra a Roma em 225 a.C.. No quarto e último ano desta guerra, 222 a.C., Marcelo foi eleito cônsul com Cneu Cornélio Cipião Calvo. Os cônsules anteriores já haviam derrotado os ínsubres, a principal tribo gaulesa envolvida, até o rio Pó. Depois de terríveis derrotas, eles se renderam, mas Marcelo, ainda antes de se tornar cônsul, convenceu os dois cônsules a não aceitarem os termos de paz. Assim que Marcelo e seu colega assumiram o posto, os ínsubres juntaram 30 000 guerreiros entre seus aliados, os gesetas, para lutar contra os romanos. Marcelo invadiu o território ínsubre até o rio Pó, exatamente como seus antecessores haviam feito. A partir dali, os gauleses enviaram 10 000 guerreiros através do rio e atacaram Clastídio, uma fortaleza aliada dos romanos, para desviar o foco do ataque romano. Este foi o campo de batalha que serviria de palco para o combate entre o rei gaulês, Viridomaro, e Marcelo e que lhe valeria um lugar na história.
O confronto, segundo o relato de Plutarco, é tão cheio de detalhes que é possível duvidar da veracidade de sua narração. Ele conta que, antes da batalha, Viridomaro avistou Marcelo, que portava a insígnia de comando em sua armadura, e cavalgou para encontrá-lo. Do outro lado do campo de batalha, Marcelo viu a bela armadura vestida pelo inimigo que cavalgava até ele e concluiu que era a melhor das armaduras, uma pela qual ele havia pedido aos deuses que lhe fosse entregue. Os dois imediataram iniciaram o combate, no qual Marcelo "com um golpe de sua lança, atravessou a placa peitoral do adversário e, pelo impacto de seu cavalo, em cavalgada, atirou-o, ainda vivo, no chão, onde, com um segundo e um terceiro golpe, imediatamente o matou". Marcelo tirou a armadura do inimigo caído e a declarou spolia opima, o "espólio definitivo", conhecido na história romana como o mais prestigioso e honrado prêmio que um general podia receber. Apenas um general que matasse em combate singular o líder do exército inimigo antes da batalha podia reivindicar esta honra.
Depois de ter assassinado o formidável guerreiro, que depois ele soube ser o rei, Marcelo dedicou a armadura no Templo de Júpiter Ferétrio, como havia prometido antes da batalha. Este fato revela uma falha no relato de Plutarco. Quando Marcelo viu o guerreiro bem armado, ele não o reconheceu como rei, mas apenas como um homem com uma bela armadura. Mas imediatamente depois da batalha, Marcelo rezou para Júpiter Ferétrio, afirmando ter assassinado um rei ou governante. Esta inconsistência indica a história de Plutarco pode ter sido exagerada para aumentar o efeito dramático, o que levou a algumas discrepâncias. Além disso, Plutarco provavelmente escreveu o relato para glorificar Marcelo como um herói romano e não como um registro histórico. Políbio, por exemplo, não menciona a spolia opima de Marcelo.
Depois do combate entre Marcelo e Viridomaro, os romanos, em menor número, levantaram o cerco de Clastídio e empurraram o exército gaulês de volta para sua capital, Mediolano. Lá, os romanos derrotaram definitivamente os gauleses, que se renderam incondicionalmente aos romanos, encerrando a guerra. Políbio, um historiador do século II a.C. e cliente dos Cipiões, afirma que muito do sucesso geral na guerra contra os gauleses pertence ao colega de Marcelo, Cipião Calvo, mas sabemos por outras fontes que, como Marcelo ganhou a spolia opima, foi ele que recebeu um triunfo. Depois da conquista da Gália Cisalpina, Marcelo desaparece dos registros e só vai reaparecer novamente em 216 a.C., já durante a Segunda Guerra Púnica.

## Segunda Guerra Púnica
Em 216 a.C., o terceiro ano da Segunda Guerra Púnica, Marcelo foi eleito pretor militar e recebeu ordens de seguir para a Sicília. Infelizmente, assim que ele e seus homens se preparavam para embarcar, seu exército foi reconvocado a Roma por causa da devastadora derrota sofrida na Batalha de Canas, uma das piores da história de Roma. Por ordem do Senado, ele foi forçado a enviar 1 500 de seus homens para proteger Roma das forças de Aníbal. Com o restante de seu exército, reforçado pelos sobreviventes de Canas (considerados em desgraça por terem sido derrotados e sobrevivido), Marcelo acampou perto de Suéssula, uma cidade da Campânia, no sul da Itália. Neste ponto, parte do exército cartaginês começou a marchar em direção da cidade de Nola. Na Primeira Batalha de Nola, Marcelo conseguiu repelir os ataques cartagineses e manteve a cidade fora do alcance de Aníbal. Embora esta batalha tenha tido pouca importância no contexto geral da guerra, foi uma vitória "importante por seu efeito moral, como o primeiro obstáculo, pequeno que fosse, que Aníbal ainda não havia enfrentado".

### Segundo consulado (215 a.C.)
Então, em 215 a.C., Marcelo foi convocado a Roma pelo ditador Marco Júnio Pera, que queria se aconselhar com ele sobre a condução da guerra. Depois deste encontro, Marcelo recebeu o título de procônsul. No mesmo ano, quando o cônsul Lúcio Postúmio Albino foi morto na emboscada da Floresta Litana, Marcelo foi escolhido de forma unânime para ser o novo cônsul sufecto. Lívio e Plutarco contam que um mau agouro teria ocorrido, supostamente por que o outro cônsul era também um plebeu. Marcelo renunciou e Fábio Máximo assumiu seu lugar, uma vez que o Senado, interpretando a vontade dos deuses romanos, não aprovou que houvesse dois cônsules plebeus. Marcelo recebeu de volta o título de procônsul e defendeu Nola novamente de um ataque da retaguarda do exército de Aníbal.

### Terceiro consulado (214 a.C.)
No ano seguinte, Marcelo foi eleito cônsul novamente, desta vez com Fábio Máximo. E, pela terceira vez, Marcelo defendeu a cidade de Nola de Aníbal e enquanto Fábio conseguiu capturar a pequena e importante cidade de Casilino.

### Sicília e Siracusa
Depois da vitória em Casilino, Marcelo foi finalmente enviado para Sicília, para onde Aníbal tinha voltado sua atenção. Ao chegar, encontrou a ilha mergulhada no caos. Jerônimo, o novo tirano do Reino de Siracusa, aliado de longa de data dos romanos, havia assumido o trono depois da morte de seu avô, Hierão II, e foi fortemente influenciado pelos agentes cartagineses Hipócrates e Epicides. Ele declarou guerra contra os romanos logo depois da vitória cartaginesa em Canas. Porém, ele foi rapidamente deposto e a nova liderança siracusana tentou se reconciliar com os romanos, mas, sem conseguir superar suas suspeitas, acabaram se aliando aos cartagineses de forma definitiva. Em 214 a.C., já como cônsul, Marcelo atacou Leontini, onde viviam os governantes siracusanos. Depois de capturar a cidade, Marcelo executou 2 000 desertores romanos que estavam escondidos na cidade e marchou para iniciar o cerco da grande e antiga cidade de Siracusa. Neste ponto, diversas cidades da Sicília se levantaram em revolta contra o jugo romano. O cerco durou dois anos, parcialmente por que os esforços romanos eram repetidamente frustrados pelas máquinas de guerra construídas pelo famoso físico e inventor siracusano Arquimedes. Enquanto isso, deixando o grosso de suas legiões sob o comando de Ápio Cláudio Pulcro em Siracusa, Marcelo, com poderes proconsulares, e um pequeno exército marchou pela Sicília, conquistando cidades inimigas ou rebeldes como Helorus, Megara Hibleia e Herbessus.
Depois que Marcelo retornou para retomar o comando do cerco, os cartagineses tentaram libertar a cidade, mas foram repelidos. Com o seu cargo de procônsul prorrogado mais uma vez, Marcelo finalmente conseguiu superar a formidável resistência e as engenhosas armas de Arquimedes e tomou a cidade no verão de 212 a.C.. Plutarco conta que Marcelo, quando entrou na cidade numa ocasião anterior para um encontro diplomático com os siracusanos, teria percebido um ponto fraco em suas fortificações e ordenou que suas tropas concentrassem o ataque naquele ponto, utilizando um pequeno grupo de soldados escolhidos a dedo para atacar a muralha e abrir os portões. Durante o combate, Arquimedes foi morto, para a consternação de Marcelo. Plutarco conta ainda que os romanos saquearam a cidade, roubando tudo o que havia de valor e tantas obras de arte quanto puderam encontrar, o que é importante, pois Siracusa era uma cidade grega repleta de obras gregas de arte e arquitetura. Muito deste butim foi levado para Roma, provocando um dos primeiros grandes impactos da cultura grega sobre a romana.
Depois da vitória em Siracusa, Marcelo permaneceu na Sicília com seu poder proconsular prorrogado pela última vez, derrotando mais inimigos cartagineses, como na Batalha do Imera (212 a.C.),  e cidades em revolta. A importante cidade de Agrigento ainda estava sob controle cartaginês, mas havia pouco que os líderes em Cartago podiam fazer para apoiá-la, uma vez que as campanhas militares na Hispânia e na Itália eram prioritárias. No final de 211 a.C., Marcelo renunciou ao comando da província da Sicília, deixando no comando o pretor Marco Cornélio, uma decisão que fez com que, ao chegar em Roma, lhe fosse negado um segundo triunfo, uma vez que seus inimigos políticos alegaram que ele não teria erradicado todas as ameaças na Sicília. Ofereceram-lhe uma ação de graças (supplicatio) e uma ovação. Um dia antes, ele celebrou um triunfo não oficial, nas colinas Albanas. Sua ovação foi de proporções triunfais. Ela incluía uma grande pintura, mostrando seu cerco de Siracusa; as próprias armas do cerco; placas capturadas, ouro, prata e ornamentos reais; e o estatuária e os opulentos móveis pela qual Siracusa era famosa. Oito elefantes foram levados na procissão, símbolos de sua vitória sobre os cartagineses. Seus aliados ibéricos e siracusanos lideraram o caminho, usando coroas de ouro; foram concedidas a cidadania romana, e terras na Sicília.

### Quarto consulado (210 a.C.)
Marcelo foi eleito cônsul novamente em 210 a.C. com Marco Valério Levino, uma eleição marcada por uma controvérsia em relação a Marcelo, que foi acusado por seus adversários por seus atos na Sicília, considerados excessivamente brutais. Representantes das cidades sicilianas apresentaram-se diante do Senado para reclamar das ações de Marcelo. As acusações foram aceitas e ele foi obrigado a trocar o controle de suas províncias com Levino, de modo que ele não mais governasse a Sicília, recebendo, em troca, a Apúlia, onde conseguiu diversas vitórias contra os cartagineses. Primeiro, ele tomou a cidade de Salápia e seguiu adiante conquistando mais duas cidades na região do Sâmnio. Em seguida, depois que o exército de Cneu Fúlvio Centúmalo, outro general romano, foi completamente destruído por Aníbal na Batalha de Herdônia, Marcelo e seu exército avançaram para interromper o avanço cartaginês. Os dois generais se encontraram na Batalha de Numistro, de resultado inconclusivo, apesar de Roma ter reivindicado a vitória. Depois disto, Marcelo continuou mantendo Aníbal em cheque, mas os dois exércitos não mais se encontraram.

### Procônsul (209 a.C.) e quinto consulado (208 a.C.)
Em 209 a.C., Marcelo foi novamente nomeado procônsul e manteve o controle de seu exército. Naquele ano, as duas forças se enfrentaram numa série de escaramuças e raides que culminaram na dura Batalha de Canúsio, que expulsou Aníbal da Apúlia, mas que custou aos romanos duras perdas. Ele defendeu suas ações e táticas perante o Senado e foi eleito cônsul pela quinta e última vez em 208 a.C., com Tito Quíncio Peno Capitolino Crispino. Os dois cônsules assumiram o comando do exército em Venúsia e, durante uma missão de reconhecimento com Crispino com um pequeno grupo de 220 cavaleiros, os romanos foram emboscados e quase completamente destruídos por um grupo cartaginês muito maior, composto principalmente por cavaleiros númidas. Marcelo foi empalado por uma lança e morreu no local; Crispino, apesar de ferido, conseguiu chegar a Salápia e evitou que a cidade fosse conquistada por Aníbal, mas morreu por causa dos ferimentos alguns dias depois de nomear Tito Mânlio Torquato ditador.
Em 23 a.C., o imperador Augusto relatou que Aníbal teria permitido um funeral apropriado para um general como Marcelo e enviou suas cinzas para o filho dele. A perda dos dois cônsules foi um grande golpe para o esforço de guerra romano, pois a República havia perdido dois de seus mais experientes comandantes num único combate enquanto um formidável exército cartaginês ainda estava à solta na Itália.

## Importância histórica
Ao conseguir a spolia opima, Marco Cláudio Marcelo conseguiu uma glória que lhe valeu imensa fama ainda em vida. Era a mais alta honra que poderia ser conquistada por um general. Apenas dois outros generais romanos conseguiram o feito em toda a história de Roma, Rômulo, o fundador de Roma, e Aulo Cornélio Cosso, sendo que o caso de Marcelo é o único dos três que pôde ser historicamente confirmado. O feito deu novo alento à antiga tradição e trouxe nova importância ao prêmio, que, na época, havia desaparecido da mente dos romanos por sua raridade. Além disso, Marcelo foi um importante general durante a Segunda Guerra Púnica e suas eleições para o consulado foram em momentos importantes para a história de Roma. Suas decisivas vitórias na Sicília foram de grande importância histórica e sua campanha na Itália colocou em cheque o avanço de Aníbal, revigorando o abatido Senado Romano. Mais foi seu triunfo como vencedor da spolia prima que confirmou seu lugar na história. Por conta disto tudo, Marcelo passou a ser conhecido como "Espada de Roma".